# انتخابات سراسری سومالی‌لند (۲۰۱۷)
انتخابات سراسری سومالی‌لند (بلاتشبیه) در ۲۷ مارس ۲۰۱۷ برابر با ۷ فروردین ۱۳۹۶ برای انتخاب رئیس‌جمهور و اعضای مجلس نمایندگان این کشور برگزار شد. احمد محمد سیلانیو رئیس‌جمهور کنونی سومالی‌لند اعلام کرده که برای دومین بار نامزد ریاست‌جمهوری نخواهد شد.

## پیش‌زمینه
انتخابات پارلمانی سومالی‌لند قرار بود در سپتامبر ۲۰۱۰ برگزار شود اما سرانجام به ۲۶ ژوئن ۲۰۱۵ افتاد. با این حال از آنجا که کمیته ملی انتخابات آماده برگزاری این انتخابات نبود، گوئورتی (مجلس سنای سومالی‌لند) در سپتامبر ۲۰۱۵ دورهٔ نمایندگان را تا ۲۱ ماه اضافه کرد. موسی بیهی عبدی که رئیس حزب صلح، اتحاد و توسعه است در نوامبر ۲۰۱۵ از سوی این حزب به عنوان نامزد ریاست‌جمهوری برگزیده شد. حزب عدالت و توسعه نیز فیصل علی ورابی را به عنوان نامزد معرفی کرد. ورابی این فرصت را پس از یک دورهٔ طولانی چالش سیاسی و حقوقی با جمال علی به دست آورد و این در حالی بود که وی در دو انتخابات گذشته شکست خورده بود. با این حال جمال به حزب کولمیه (حزب صلح، اتحاد و توسعه) می‌پیوندد و فیصل دبیر کل و همچنین نامزد ریاست‌جمهوری حزب عدالت و رفاه می‌شود.